# Verklista för Frédéric Chopin

## Pianoverk

### Ballader
| Opus | Titel                 | År      | Tillägnad                  |
| ---- | --------------------- | ------- | -------------------------- |
| 23   | Ballad nr 1 i g-moll  | 1835–36 | baron Stockhausen          |
| 38   | Ballad nr 2 i F-dur   | 1836–39 | Robert Schumann            |
| 47   | Ballad nr 3 i Ass-dur | 1841    | fröken de Noailles         |
| 52   | Ballad nr 4 i f-moll  | 1842–43 | Emma Louise von Rothschild |

### Etyder
| Opus | Titel          | År      | Tillägnad                              |
| ---- | -------------- | ------- | -------------------------------------- |
| 10   | 12 Etyder      | 1829–32 | Franz Liszt (nr. 12 Revolutionsetyden) |
| 25   | 12 Etyder      | 1832–36 | grevinnan d'Agoult                     |
| –    | Tre nya etyder |         |                                        |

### Fantasi
| Opus | Titel            | År   | Tillägnad           |
| ---- | ---------------- | ---- | ------------------- |
| 49   | Fantasi i f-moll | 1841 | Catherine de Souzzo |

### Impromptun
| Opus | Titel                        | År   | Tillägnad           |
| ---- | ---------------------------- | ---- | ------------------- |
| 29   | Impromptu nr 1 i Ass-dur     | 1837 | grevinnan Lobau     |
| 36   | Impromptu nr 2 i Fiss-dur    | 1839 |                     |
| 51   | Impromptu nr 3 i Gess-dur    | 1843 | grevinnan Esterhazy |
| 66   | Fantasiimpromptu i ciss-moll | 1834 | Julian Fontana      |

### Mazurkor
| Opus | Titel                                  | År      | Tillägnad             | Övrigt |
| ---- | -------------------------------------- | ------- | --------------------- | ------ |
| 6    | Fyra mazurkor                          | 1830    | Pauline Plater        |        |
| 7    | Fem mazurkor                           | 1824–31 | Paul Emile Johns      |        |
| 17   | Fyra mazurkor                          | 1831–33 | Lina Freppa           |        |
| 24   | Fyra mazurkor                          | 1835?   | greve Perthuis        |        |
| 30   | Fyra mazurkor                          | 1837?   | prinsessan Würtemberg |        |
| 33   | Fyra mazurkor                          | 1838?   | Rosa Mostowska        |        |
| 41   | Fyra mazurkor                          | 1839?   | Stefan Witwicki       |        |
| 50   | Tre mazurkor                           | 1842?   | Leon Szmitkowski      |        |
| 56   | Tre mazurkor                           | 1843    | Catherine Maberly     |        |
| 59   | Tre mazurkor                           | 1845    |                       |        |
| 63   | Tre mazurkor                           | 1846    | Laura de Czosnowska   |        |
| 67   | Fyra mazurkor                          | 1835–48 |                       | postum |
| 68   | Fyra mazurkor                          | 1827–49 |                       | postum |
| –    | Mazurka i G-dur                        | 1836    |                       |        |
| –    | Mazurka i B-dur                        | 1836    |                       |        |
| –    | Mazurka nr 50 i a-moll, Notre Temps    | 1840    |                       |        |
| –    | Mazurka nr 51 i a-moll, Émile Gaillard | 1841    |                       |        |
| –    | Mazurka i B-dur                        | 1832    |                       |        |
| –    | Mazurka i D-dur                        | 1832    |                       |        |
| –    | Mazurka i C-dur                        | 1833    |                       |        |
| –    | Mazurka i Ass-dur                      | 1834    |                       |        |
| –    | Mazurka i F-dur Mazurek                | 1820    |                       |        |
| –    | Mazurka i D-dur                        | 1829    |                       |        |

### Nocturner
| Opus | Titel                | År      | Tillägnad        | Övrigt |
| ---- | -------------------- | ------- | ---------------- | ------ |
| 9    | Tre nocturner        | 1830–31 | Camille Pleyel   |        |
| 15   | Tre nocturner        | 1830–33 | Ferdinand Hiller |        |
| 27   | Två nocturner        |         |                  |        |
| 32   | Två nocturner        | 1836–37 |                  |        |
| 37   | Två nocturner        |         |                  |        |
| 48   | Två nocturner        |         |                  |        |
| 55   | Två nocturner        |         | J.W. Sterling    |        |
| 62   | Två nocturner        |         |                  |        |
| 72   | Nocturne             | 1827    |                  |        |
| 20   | Nocturne i ciss-moll | 1830    |                  | postum |
| –    | Nocturne i c-moll    | 1837    |                  | postum |

### Polonäser
| Opus | Titel                                      | År      | Tillägnad       | Övrigt |
| ---- | ------------------------------------------ | ------- | --------------- | ------ |
| 26   | Två polonäser                              | 1835    |                 |        |
| 40   | Två polonäser                              | 1838–39 | herr J. Fontana |        |
| 44   | Polonäs i fiss-moll                        | 1841    |                 |        |
| 53   | Polonäs i Ass-dur Heroic                   | 1842    |                 |        |
| 61   | Polonäs-fantasi i Ass-dur                  | 1846    | fru A. Veyret   |        |
| 71   | Tre polonäser                              | 1827–29 |                 |        |
| –    | Polonäs i g-moll                           | 1817    |                 |        |
| –    | Polonäs i B-dur                            | 1817    |                 |        |
| –    | Polonäs i Ass-dur                          | 1821    |                 |        |
| –    | Polonäs i giss-moll                        | 1822    |                 |        |
| –    | Polonäs i b-moll Adieu à Guillaume Kolberg | 1826    |                 |        |
| –    | Polonäs i Gess-dur                         | 1829    |                 |        |

### Preludier
| Opus | Titel                 | År      | Tillägnad                 | Övrigt                            |
| ---- | --------------------- | ------- | ------------------------- | --------------------------------- |
| 28   | 24 preludier          | 1836–39 |                           | nr 15 (el. 6) Regndroppspreludiet |
| 45   | Preludium i ciss-moll | 1841    | prinsessan E. Czernicheff |                                   |
| –    | Preludium i Ass-dur   | 1834    |                           | postum                            |

### Rondon
| Opus | Titel                    | Instrument | År   | Tillägnad | Övrigt |
| ---- | ------------------------ | ---------- | ---- | --------- | ------ |
| 1    | Rondo i c-moll           |            | 1825 |           |        |
| 5    | Rondo à la Mazur i F-dur |            | 1826 |           |        |
| 16   | Rondo i Ess-dur          |            | 1832 |           |        |
| 73   | Rondo i C-dur            | två pianon | 1828 |           |        |

### Scherzon
| Opus | Titel                    | År   | Tillägnad                   |
| ---- | ------------------------ | ---- | --------------------------- |
| 20   | Scherzo nr 1 i h-moll    | 1831 | Thomas Albrecht             |
| 31   | Scherzo nr 2 i b-moll    | 1837 | grevinnan Adele Fürstensein |
| 39   | Scherzo nr 3 i ciss-moll | 1839 | herr A. Gutmann             |
| 54   | Scherzo nr 4 i E-dur     | 1843 | fröken J. de Caraman        |

### Sonater
| Opus | Titel                    | År      | Tillägnad                    |
| ---- | ------------------------ | ------- | ---------------------------- |
| 4    | Pianosonat nr 1 i c-moll | 1828    | Józef Elsner                 |
| 35   | Pianosonat nr 2 i b-moll | 1837–39 | Begravningsmarschen          |
| 58   | Pianosonat nr 3 i h-moll | 1844    | grevinnan Emilie de Perthuis |

### Valser
| Opus | Titel                            | År      | Övrigt                    |
| ---- | -------------------------------- | ------- | ------------------------- |
| 18   | Grande valse brillante i Ess-dur | 1833    |                           |
| 34   | Tre Grande valse brillante       | 1831–38 |                           |
| 42   | Grande valse i Ass-dur           | 1840    |                           |
| 64   | Tre valser                       | 1846?   | nr 1 Minutvalsen          |
| 69   | Två valser                       | 1829–35 | nr 1 Avskedsvalsen        |
| 70   | Tre valser                       | 1829–42 |                           |
| –    | Vals i e-moll                    | ?       | postum                    |
| –    | Vals i E-dur                     | ?       | postum                    |
| –    | Vals i a-moll                    | ?       | postum                    |
| –    | Vals i Ass-dur                   | ?       | postum                    |
| –    | Vals i Ess-dur                   | ?       | postum                    |
| –    | Vals i Ess-dur Sostenuto         | ?       | postum                    |
| –    | Vals i fiss-moll (tveksam)       | ?       | postum                    |
| –    | Vals i C-dur                     | 1826    | delvis förlorad           |
| –    | Vals i Ass-dur                   | 1827    | delvis förlorad           |
| –    | Vals i Ass-dur                   | 1829–30 | delvis förlorad           |
| –    | Vals i d-moll                    | 1827    | delvis förlorad           |
| –    | Vals i Ess-dur                   | 1829–30 | delvis förlorad           |
| –    | Vals i C-dur                     | 1831    | delvis förlorad           |
| –    | Vals i B-dur                     | 1848    | opublicerad, i privat ägo |

### Övrigt
| Opus | Titel                                                                                 | År        | Övrigt |
| ---- | ------------------------------------------------------------------------------------- | --------- | ------ |
| 12   | Variations brillantes i B-dur på ”Je vends des Scapulaires” från Hérolds Ludóvic      | 1833      |        |
| 19   | Bolero i C-dur/A-dur                                                                  | 1833      |        |
| 43   | Tarantelle i Ass-dur                                                                  | 1841      |        |
| 46   | Allegro de Concert i A-dur                                                            | 1841      |        |
| 57   | Berceuse i Dess-dur                                                                   | 1843–1844 |        |
| 60   | Barcaroll i Fiss-dur                                                                  | 1845–1846 |        |
| 72   | Nr 2: Marche funèbre                                                                  | 1829      | postum |
| 72   | Nr 3: Tre Ecossaises Nr 1 – D-dur Nr 2 – G-dur Nr 3 – Dess-dur                        | 1830      | postum |
| –    | Variationer i D-dur på ett tema av Thomas Moore, piano fyrhändigt                     | 1826      |        |
| –    | Variationer i E-dur på air ”Der Schweizerbub: Steh'auf, steh'auf o du Schweitzer Bub” | 1826      | övrigt |
| –    | Contredanse i Gess-dur                                                                | ?         |        |
| –    | Variationer i A-dur, ”Souvenir de Paganini”                                           | 1826      |        |
| –    | Cantabile i Bess-dur                                                                  | ?         |        |
| –    | Largo i Ess-dur                                                                       | ?         |        |
| –    | Canon i f-moll                                                                        | ?         |        |
| –    | Fuga i a-moll                                                                         | ?         |        |
| –    | Album Leaf i E-dur                                                                    | ?         |        |

## Piano med orkester
| Opus | Titel                                           | Instrument         | År        | Övrigt                |
| ---- | ----------------------------------------------- | ------------------ | --------- | --------------------- |
| 2    | Variationer på Là ci darem la mano i Bess-dur   | piano och orkester | 1827      |                       |
| 11   | Pianokonsert nr 1 i e-moll                      | piano och orkester | 1830      | Friedrich Kalkbrenner |
| 13   | Fantaisie brillante på polska airer i A-dur     | piano och orkester | 1828      |                       |
| 14   | Rondo à la Krakowiak i F-dur                    | piano och orkester | 1828      |                       |
| 21   | Pianokonsert nr 2 i f-moll                      | piano och orkester | 1829–1830 | Potocka, född Komar   |
| 22   | Andante spianato och Grande polonaise brillante | piano och orkester | 1830–1831 | fru d'Este            |

## Cello och piano
| Opus | Titel                                                             | Instrument   | År      | Övrigt                                                                     |
| ---- | ----------------------------------------------------------------- | ------------ | ------- | -------------------------------------------------------------------------- |
| 3    | Introduction och Polonaise brillante i C-dur                      | piano, cello |         |                                                                            |
| 65   | Cellosonat i g-moll                                               | cello        | 1845–46 |                                                                            |
| –    | Grand Duo Concertante i E-dur på ett tema från ”Robert le Diable” | piano, cello | 1832    | skriven tillsammans med Auguste Franchomme och publicerad under bådas namn |

## Violin, cello och piano
| Opus | Titel                                     | Instrument              | År   | Övrigt |
| ---- | ----------------------------------------- | ----------------------- | ---- | ------ |
| 8    | Trio för violin, cello och piano i g-moll | violin, cello och piano | 1829 |        |

## Vokalmusik
| Opus | Titel                                                           | År        | Övrigt  |
| ---- | --------------------------------------------------------------- | --------- | ------- |
| 74   | 19 sånger                                                       | 1829–1847 | postuma |
|      | Nr 1: The Wish (Życzenie)                                       | 1829      |         |
|      | Nr 2: Spring (Wiosna)                                           | 1838      |         |
|      | Nr 3: The Sad River (Smutna Rzeka)                              | 1831      |         |
|      | Nr 4: Merrymaking (Hulanka)                                     | 1830      |         |
|      | Nr 5: What She Likes (Gdzie lubi)                               | 1829      |         |
|      | Nr 6: Out of My Sight (Precz z moich oczu)                      | 1830      |         |
|      | Nr 7: The Messenger (Poseł)                                     | 1830      |         |
|      | Nr 8: Handsome Lad (Śliczny chłopiec)                           | 1841      |         |
|      | Nr 9: Melody (Melodia)                                          | 1847      |         |
|      | Nr 10: The Warrior (Wojak)                                      | 1830      |         |
|      | Nr 11: The Double-End (Dwojaki koniec)                          | 1837      |         |
|      | Nr 12: My Darling (Moja pieszczotka)                            | 1837      |         |
|      | Nr 13: I Want What I Have Not (Nie ma czego trzeba)             | 1845      |         |
|      | Nr 14: The Ring (Pierścień)                                     | 1836      |         |
|      | Nr 15: The Bridegroom (Narzeczony)                              | 1831      |         |
|      | Nr 16: Lithuanian Song (Piosnka litewska)                       | 1831      |         |
|      | Nr 17: Leaves are Falling, Hymn from the Tomb (Śpiew z mogiłki) | 1836      |         |
|      | Nr 18: Enchantment (Czary)                                      | 1830      |         |
|      | Nr 19: Reverie (Dumka)                                          | 1840      |         |
| –    | Ytterligare en sång.                                            | ?         |         |

## Opuskronologi
- Op. 1: Rondo i c-moll (1825)
- Op. 2: Variationer på ”La ci darem la mano” från Mozarts opera Don Giovanni i Bess-dur (1827)
- Op. 3: Introduction och Polonaise brillante för cello och piano i C-dur (1829)
- Op. 4: Pianosonat nr 1 i c-moll (1828)
- Op. 5: Rondo à la Mazur i F-dur (1826)
- Op. 6: 4 mazurkor (1830)
- Op. 7: 5 mazurkor (1830–1831)
- Op. 8: Trio för violin, cello och piano i g-moll (1829)
- Op. 9: 3 nocturner (1830–1831)
- Op. 10: 12 etyder till vännen Franz Liszt (1829–1832) (nr. 12 Revolutionsetyden)
- Op. 11: Pianokonsert nr 1 i e-moll (1830)
- Op. 12: Variations brillantes i Bess-dur on ”Je vends des Scapulaires” från Hérolds "Ludóvic" (1833)
- Op. 13: Fantasi på polska airer i A-dur (1828)
- Op. 14: Rondo à la Krakowiak i F-dur (1828)
- Op. 15: 3 nocturner (1830–1833)
- Op. 16: Rondo i Ess-dur (1832)
- Op. 17: 4 mazurkor (1832–1833)
- Op. 18: Grande valse brillante i Ess-dur (1831)
- Op. 19: Bolero i C-dur/A-dur (1833)
- Op. 20: Scherzo nr 1 i b-moll (1831)
- Op. 21: Pianokonsert nr 2 i f-moll (1829–1830)
- Op. 22: Andante spianato och Grande polonaise brillante i G-dur och Grande polonaise brillante i Ess-dur (Pianosolo 1834; polonäspartiet orkestrerad 1830–31)
- Op. 23: Ballad nr 1 i g-moll (1831–1835)
- Op. 24: 4 mazurkor (1834–1835)
- Op. 25: 12 etyder till vännen grevinnan d'Agoult (1832–1836)
- Op. 26: 2 polonäser (1834–1835)
- Op. 27: 2 nocturner (1835)
- Op. 28: 24 preludier (1836–1839) (nr 15 (el. 6) Regndroppspreludiet)
- Op. 29: Impromptu nr 1 i Ass-dur (1837)
- Op. 30: 4 mazurkor (1836–1837)
- Op. 31: Scherzo nr 2 i bess-moll (1837)
- Op. 32: 2 nocturner (1836–1837)
- Op. 33: 4 mazurkor (1837–1838)
- Op. 34: 3 valser (1831–1838)
- Op. 35: Pianosonat nr 2 i bess-moll – Begravningsmarschen (1839)
- Op. 36: Impromptu nr 2 i Fiss-dur (1839)
- Op. 37: 2 nocturner (1838–1839)
- Op. 38: Ballad nr 2 i F-dur (1836–1839)
- Op. 39: Scherzo nr 3 i ciss-moll (1839)
- Op. 40: 2 polonäser (1838–1839)
- Op. 41: 4 mazurkor (1838–1839)
- Op. 42: Vals i Ass-dur (1840)
- Op. 43: Tarantella i Ass-dur (1841)
- Op. 44: Polonäs i fiss-moll (1841)
- Op. 45: Preludium i ciss-moll (1841)
- Op. 46: Allegro de Concert i A-dur (1832–1841)
- Op. 47: Ballad nr 3 i Ass-dur (1840–1841)
- Op. 48: 2 nocturner (1841)
- Op. 49: Fantasi i f-moll (1841)
- Op. 50: 3 mazurkor (1841–1842)
- Op. 51: Impromptu nr 3 i Gess-dur (1842)
- Op. 52: Ballad nr 4 i f-moll (1842)
- Op. 53: Polonäs i Ass-dur – "Heroic" (1842)
- Op. 54: Scherzo nr 4 i E-dur (1842)
- Op. 55: 2 nocturner (1843)
- Op. 56: 3 mazurkor (1843)
- Op. 57: Berceuse i Dess-dur (1843)
- Op. 58: Pianosonat nr 3 i b-moll (1844)
- Op. 59: 3 mazurkor (1845)
- Op. 60: Barcaroll i Fiss-dur (1845–1846)
- Op. 61: Polonäs-fantasi i Ass-dur (1845–1846)
- Op. 62: 2 nocturner (1846)
- Op. 63: 3 mazurkor (1846)
- Op. 64: 3 valser (1846–1847) (nr 1 Minutvalsen)
- Op. 65: Sonat för cello och piano i g-moll (1845–1846)
- Op. 66 postum: Fantasiimpromptu i ciss-moll (1835)
- Op. 67 postum: 4 mazurkor (1835–1849)
- Op. 68 postum: 4 mazurkor (1827–1849)
- Op. 69 postum: 2 valser (1829–1835) (nr 1 Avskedsvalsen)
- Op. 70 postum: 3 valser (1829–1841)
- Op. 71 postum: 3 polonäser (1825–1828)
- Op. 72 postum: Marche funèbre, c-moll (1826–1827)
- Op. 73 postum: Rondo i C-dur (för två piano) (1828)
- Op. 74 postum: 19 polska sånger (1829–1847)

### Publicerade verk
- S 1 Nr 1 Polonäs i g-moll (1817)
- S 1 Nr 2 2 mazurkor (1826)
- S 2 Nr 1 Grand duo concertant för cello och piano i E (1832)
- S 2 Nr 2 Variation Nr 6 i E från 'Hexameron' (1837)
- S 2 Nr 3 3 etyder (1839)
- S 2 Nr 4 Mazurka i a-moll – Notre Temps (1840)
- S 2 Nr 5 Mazurka i a-moll – Émile Gaillard (1841)
- A 1 Nr 1 Mazurka i D-dur – Mazurek (1820)
- A 1 Nr 2 Preludium i F-dur (1845)
- A 1 Nr 3 Andantino animato i F-dur (1845)
- A 1 Nr 4 Kontradans i Gess-dur (1826)
- A 1 Nr 5 Variationer i E-dur för flöjt och piano på air ”Non piu mesta” från operan La Cenerentola' (1824)
- A 1 Nr 6 Nocturn i ciss-moll – Nocturne oublié (unknown)
- A 1 Nr 7 Vals i fiss-moll – Valse mélancolique (unknown)

### Postuma verk
- P 1 nr 1: Polonäs i b-moll (1817)
- P 1 nr 2: Polonäs i Ass-dur (1821)
- P 1 nr 3: Polonäs i giss-moll (1822)
- P 1 nr 4: Introduktion och variationer på en tysk lied i E-dur (1826)
- P 1 nr 5: Polonäs i B-dur – Den tjuvaktiga skatan (1826)
- P 1 nr 6: Introduktion, tema och variationer i D-dur över ett tema av Thomas Moore (1826)
- P 1 nr 7: Mazurka i D-dur (1829)
- P 1 nr 8: Polonäs i gess-dur (1829)
- P 1 nr 9: Lied i C-dur (Jakiez kwiaty, jakie wianki) (1829)
- P 1 nr 10: Variationer i A-dur – Souvenir de Paganini (1829)
- P 1 nr 11: Lied i d-moll, Enchantment (Czary) (1830)
- P 1 nr 12: Vals i E-dur (1829)
- P 1 nr 13: Vals i Ass-dur (1827)
- P 1 nr 14: Vals i Ess-dur (1829–1830)
- P 1 nr 15: Vals i e-moll (1830)
- P 1 nr 16: Nocturne i ciss-moll (1830)
- P 2 nr 1: Mazurka i B-dur (1832)
- P 2 nr 2: Mazurka i D-dur (1832)
- P 2 nr 3: Mazurka i C-dur (1833)
- P 2 nr 4: Mazurka i Ass-dur (1834)
- P 2 nr 5: Klavierstuck i Ess-dur (1837)
- P 2 nr 6: Klavierstuck i B-dur (1834)
- P 2 nr 7: Preludium i Ass-dur – Pierre Wolf (1834)
- P 2 nr 8: Nocturne i c-moll (1837)
- P 2 nr 9: Lied i a-moll, Rêverie (Dumka) (1840)
- P 2 nr 10: Klavierstuck i Ess-dur (1840)
- P 2 nr 11: Vals i a-moll (1843)
- P 2 nr 12: Moderato i E-dur – Album Leaf (1843)
- P 2 nr 13: Galopp i Ass-dur – Galop Marquis (1846)
- P 3 nr 2: Fuga i a-moll (1841–1842)
- D 2 nr 1: Bourrée nr 1 i G-dur (1846)
- D 2 nr 2: Bourrée nr 2 i A-dur (1846)